# 三原朝雄
三原 朝雄（みはら あさお、1909年8月20日 - 2001年3月7日）は、日本の政治家。衆議院議員（8期）、文部大臣、防衛庁長官、総理府総務長官を歴任した。福原学園元理事。勲一等旭日大綬章(1986年)。長男は元北九州市議会議員の三原征彦、次男は元衆議院議員の三原朝彦。陸軍軍人の山縣初男は岳父にあたる。

## 来歴・人物

### 生い立ち
福岡県にて三原幸太郎の次男として生まれる。生家は貧しい農家だった。1927年に旧制東筑中学校（現・福岡県立東筑高等学校）卒業後、上京して明治大学専門部法科に入学する。明大在学中に愛国学生連盟を組織して学生運動を展開する傍ら、当時の著名人を訪問し教えを請うた。この頃から「貧乏からの解放」を終生の政治理念とし、この理念を共有する学生運動関係者、二・二六事件の青年将校、右翼関係者と最後まで付き合いがあった（三原は「右翼・保守思想とは、一言でいえば“優しさと度量”」と考えていた）。
明大卒業後の1932年、渡満して新京にあった大同学院（満洲国政府の官吏養成機関）で学ぶ。翌年満洲国政府に奉職して参事官、副県長、省事務長などを務めた。
1944年、召集を受けて陸軍久留米第12師団に入隊、中支戦線に出動する。1945年初め大本営に異動、敗戦後処理の研究に従事し、戦後は満洲国時代から面識のあった石原莞爾を隠棲していた山形県飽海郡高瀬村に訪ねて東久邇宮内閣への入閣を依頼した（その後、石原は羽織袴姿で首相官邸に現れ、入閣を辞退した）。
三原は若い頃に多くの著名人に会い、教えを受けた。福岡県の先輩頭山満から、「三原君、天下国家のために己を空しゅうして御奉公すれば、必ず御天道様と米の飯はついて回るもんだよ」。召集を受けた後に甘粕正彦（満州国協和会の上司）から送られた手紙、「三原君、日満の空は暗い。あとの事はよろしく頼みます」。蔣介石から、「皆さんは、僕が日本のためにうんぬんしたというけど、僕も随分日本のお世話になったんですよ」。

### 衆議院議員時代
1950年、福岡県議会議員となる。その後政界への進出を考え、1963年の衆院選で初当選。はじめは自由民主党・大野伴睦派に属していた。大野の死後に大野派は分裂、三原は村上派に参加し、水田三喜男がその後を継いだ水田派に属した。1974年、当選4回ながら第2次田中再改造内閣で文部大臣として初入閣。福田内閣時には防衛庁長官、第1次大平内閣時には総理府総務長官をそれぞれ歴任した。1976年に水田が死去し翌年に派閥が解散してからは無派閥となった。以後三原は引退まで無派閥で通したが、実質的には隠れ田中角栄派だった（このことから次男の朝彦は田中派を引き継いだ竹下派に入会し、その後新党さきがけへの参加を経て自民党に復党し平成研究会に復帰した）。
防衛庁長官時代に、それまで非公式に行われてきた有事法制の研究を公式に開始した（その後、長い議論を経て有事法案が国会を通過したのは2003年）。「防衛族のドン」というニックネームで呼ばれたことがある。
総理府総務長官時代に、それまでの内閣で手つかずであった元号問題に取り組んだ。在任中に元号法案が国会で可決された。

## 年譜
- 1909年 - 福岡県遠賀郡遠賀町に生まれる
- 1927年 - 福岡県東筑中学校（現福岡県立東筑高等学校）卒業
- 1931年 - 明治大學應援團長に就任[2]
- 1932年 - 明治大学専門部法科卒業
- 1933年 - 満洲国大同学院卒業
- 1950年 - 福岡県議会議員選挙に当選（以後、計5回当選）
- 1963年 - 衆議院選挙（旧・福岡2区）に当選（以後、計8回当選）
- 1971年 - 内閣官房副長官（第3次佐藤内閣改造内閣）
- 1974年 - 文部大臣（第2次田中角榮内閣第2次改造内閣、世に言う「二十八日内閣」）
- 1976年 - 防衛庁長官（福田赳夫内閣）
- 1978年 - 総理府総務長官（第1次大平内閣）
- 1986年 - 政界を引退
- 2001年 - 多臓器不全のため福岡県行橋市の病院で死去　享年91

## エピソード
敗戦少し前に軍務で静岡県に駐屯した際、近くにあった満洲国協和会の友人の郷里を留守中に訪問し、その時一人で家にいた友人の弟に初対面であったにもかかわらず大金を託したというエピソードがある（潮文社編集部編 『心に残るとっておきの話』〈第1集〉潮文社）。この著作で、この三原の行為を受けた友人の弟（著者）は、かつて日本には貧しいながらも温かい何かがあった、と感じている。

## 信条
- 「天下国家のために己を空しくして御奉公すれば、必ず御天道様と米の飯はついて回る」
- 「下座にて仏心を行ずる」
- 「相手の腹中に信を置く」